# Meilenstein (Gollbogen)

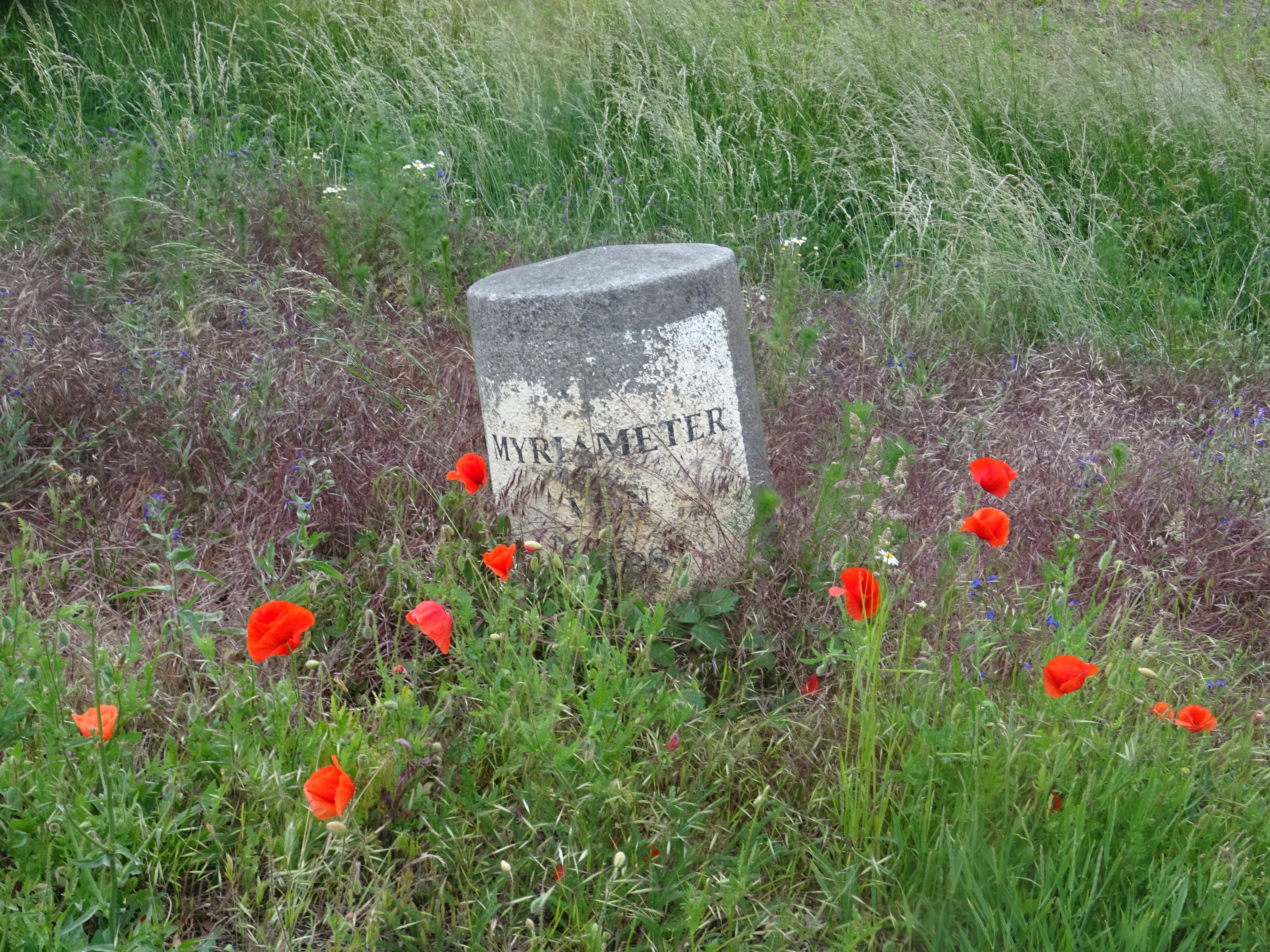
Anhaltischer Meilenstein bei Gollbogen

Der Meilenstein bei Gollbogen ist ein Kleindenkmal in der Stadt Zerbst/Anhalt im Landkreis Anhalt-Bitterfeld in Sachsen-Anhalt. Er steht als Kleindenkmal unter Denkmalschutz und ist im Denkmalverzeichnis von Sachsen-Anhalt mit der Erfassungsnummer 094 40766 eingetragen.

## Lage
Südwestlich vom Fläming im ehemaligen Anhalt-Zerbst an der Landesstraße 57, der Verbindung von Zerbst zur Bundesstraße 246 gen Wiesenburg/Mark steht er nordöstlich von Gollbogen auf der östlichen Straßenseite nahe der Flurgrenze zu Dobritz. Der zugehörige II-Myriameter-Stein befindet sich bei Reuden/Anhalt.

## Geschichte und Gestalt
Ganz Anhalt wurde in den frühen 1850er Jahren mit Meilensteinen ausgestattet, deren Zählung am Schloss in Dessau begann und sich über alle wichtigeren Straßen erstreckte. Diese Steine standen in Abständen von 7532 Metern, da die anhaltische Meile der preußischen Meile entsprach. In den frühen 1870er Jahren musste Anhalt zweimal neu vermessen werden: Einmal für die Umstellung auf die neue Meile, die 7500 Metern entsprach, was nur geringe Verschiebungen nach sich zog, kurz darauf für die Umstellung auf Kilometer.
In Anhalt-Zerbst entschied man sich bei dieser zweiten Umstellung für Myriametersteine, also Steine aller 10 Kilometer. Die Meilensteine konnte man dafür wiederverwenden, da diese enger beieinander standen. Daher sind die meisten Myriametersteine in Anhalt ehemalige Meilensteine. Ganz eindeutig lassen sie sich allerdings von Neuschöpfungen nicht unterscheiden, da diese baugleich waren. Sie folgten jeweils dem seit den 1830er Jahren gängigen preußischen Typ des Rundsockelsteins.
Während in anderen Teilen des Landes die Steine wohl am bisherigen Standort verblieben, scheint man sie hier umgestellt zu haben, da sie sich auf Positionen befinden, die glatten Myriametern entsprechen. Die Inschrift des 80 Zentimeter hohen Granitsteins lautete zuletzt wohl Zerbst 10,0 km, war aber nur noch schwer lesbar und wurde bei einer Restaurierung im Jahr 2000 in I Myriameter von Zerbst verändert. Auch der Nullpunkt der Kilometrierung der Straße scheint später geändert worden zu sein, da sich neben dem Meilenstein der Kilometerstein 9,6 befand.